# Aenictus gracilis
Aenictus gracilis es una especie de hormiga guerrera del género Aenictus, familia Formicidae. Fue descrita científicamente por Emery en 1893.
Se distribuye por Bangladés, Borneo, Indonesia, Malasia, Birmania, Filipinas, Singapur, Sri Lanka y Vietnam. Se ha encontrado a elevaciones de hasta 937 metros. Habita en bosques húmedos.